# Batticuore a mezzanotte - Ransie la strega
Batticuore a mezzanotte - Ransie la strega (ときめきミッドナイト?, Tokimeki Middonaito) è un manga realizzato nel 2002 da Koi Ikeno, la stessa autrice di Batticuore notturno - Ransie la strega del 1982.
I titoli fanno capire che queste due opere sono strettamente collegate, ma non si può dire che Batticuore a mezzanotte sia un reale seguito di Batticuore notturno: molti personaggi sono infatti gli stessi in entrambe le serie, ma in quella più recente l'autrice si è divertita a mischiare le carte in tavola: cambiano le caratteristiche fisiche e psicologiche, nonché le origini dei protagonisti, con cosenguenti modifiche della trama. Per questo il fumetto può essere considerato un reboot che può essere letto anche senza aver mai conosciuto Batticuore notturno, sebbene esistano citazioni che l'autrice semina qua e là per le vignette strizzando l'occhio ai vecchi lettori.

## Trama
In Batticuore a mezzanotte Ranze Eto, una studentessa del liceo dai capelli biondi, è figlia di uno squattrinato scrittore di romanzi di fantascienza che crede nell'esistenza di un mondo parallelo chiamato Mondo Magico. Nessuno dà credito a questa sua strampalata teoria, ma sarà proprio Ranze a doversi ricredere quando conoscerà di persona Shun, principe di tale mondo, esiliato dal padre.
Nel primo volume Ranze è fidanzata con un compagno di classe di nome Aron Makabe, che si scoprirà essere il fratello gemello di Shun, cacciato alla nascita dal suo mondo per un'antica superstizione ed ignaro delle sue vere origini. Shun si reca sulla terra per ucciderlo, ma cambierà ben presto i suoi piani, incaricandosi di scovare tutti gli abitanti del Mondo Magico che vivono tra gli umani senza rispettare la regola di non utilizzare i propri poteri. Sarà aiutato in questo compito da Ranze, scelta come custode dell'anello nel quale il principe rinchiude i suoi poteri quando non li usa.